# 恒福花園
恒福花園（英語：Hanford Garden）是香港的一個私人屋苑，位於新界屯門區青山灣青山公路－青山灣段333號 ，鄰近三聖邨和兆麟苑，由九廣鐵路公司和恒隆地產合作發展，由港鐵公司物業管理部外判予康業服務有限公司負責住宅管理，在1993年6月落成，合共有7座住宅，提供1,502個住宅單位。
項目為輕鐵三聖站上蓋物業，地面是三聖公共運輸交匯處和輕鐵三聖站。

## 住宅
主要提供三房單位為主，亦提供少量兩房戶。平台設兒童遊樂場、住客會所、泳池（位於住客會所的底層，設有男、女更衣室以及兩個小型泳池）、網球場和羽毛球場。
| 樓宇名稱 | 落成年份  | 樓宇層數（住宅層數） | 每層伙數 | 單位數目（伙） | 建築師             | 承建商   | 提供升降機的廠商                    |
| -------- | --------- | -------------------- | -------- | -------------- | ------------------ | -------- | ----------------------------------- |
| 第1座    | 1993年6月 | 27（1至27樓）        | 8        | 207            | 呂元祥建築師事務所 | 協興建築 | 住宅範圍：三菱電機 商場範圍：奧的斯 |
| 第2座    | 1993年6月 | 27（1至27樓）        | 8        | 216            | 呂元祥建築師事務所 | 協興建築 | 住宅範圍：三菱電機 商場範圍：奧的斯 |
| 第3座    | 1993年6月 | 27（1至27樓）        | 8        | 216            | 呂元祥建築師事務所 | 協興建築 | 住宅範圍：三菱電機 商場範圍：奧的斯 |
| 第4座    | 1993年6月 | 27（1至27樓）        | 8        | 215            | 呂元祥建築師事務所 | 協興建築 | 住宅範圍：三菱電機 商場範圍：奧的斯 |
| 第5座    | 1993年6月 | 27（1至27樓）        | 8        | 216            | 呂元祥建築師事務所 | 協興建築 | 住宅範圍：三菱電機 商場範圍：奧的斯 |
| 第6座    | 1993年6月 | 27（1至27樓）        | 8        | 216            | 呂元祥建築師事務所 | 協興建築 | 住宅範圍：三菱電機 商場範圍：奧的斯 |
| *第7座   | 1993年6月 | 27（1至27樓）        | 8        | 216            | 呂元祥建築師事務所 | 協興建築 | 住宅範圍：三菱電機 商場範圍：奧的斯 |

以（*）標示樓宇為2019冠狀病毒病香港疫情當中多名確診個案患者居住的大廈

## 商場
基座商場命名為恒福商場（英語：Hanford Plaza），樓高2層，佔地35,000平方呎，設26間商店。主要租戶包括惠康超級市場、日本城、萬寧，多間兒童教育中心、診所、地產代理、髮廊、乾濕洗專門店、文具店和便利店等。餐廳包括大快活和一粥麵。

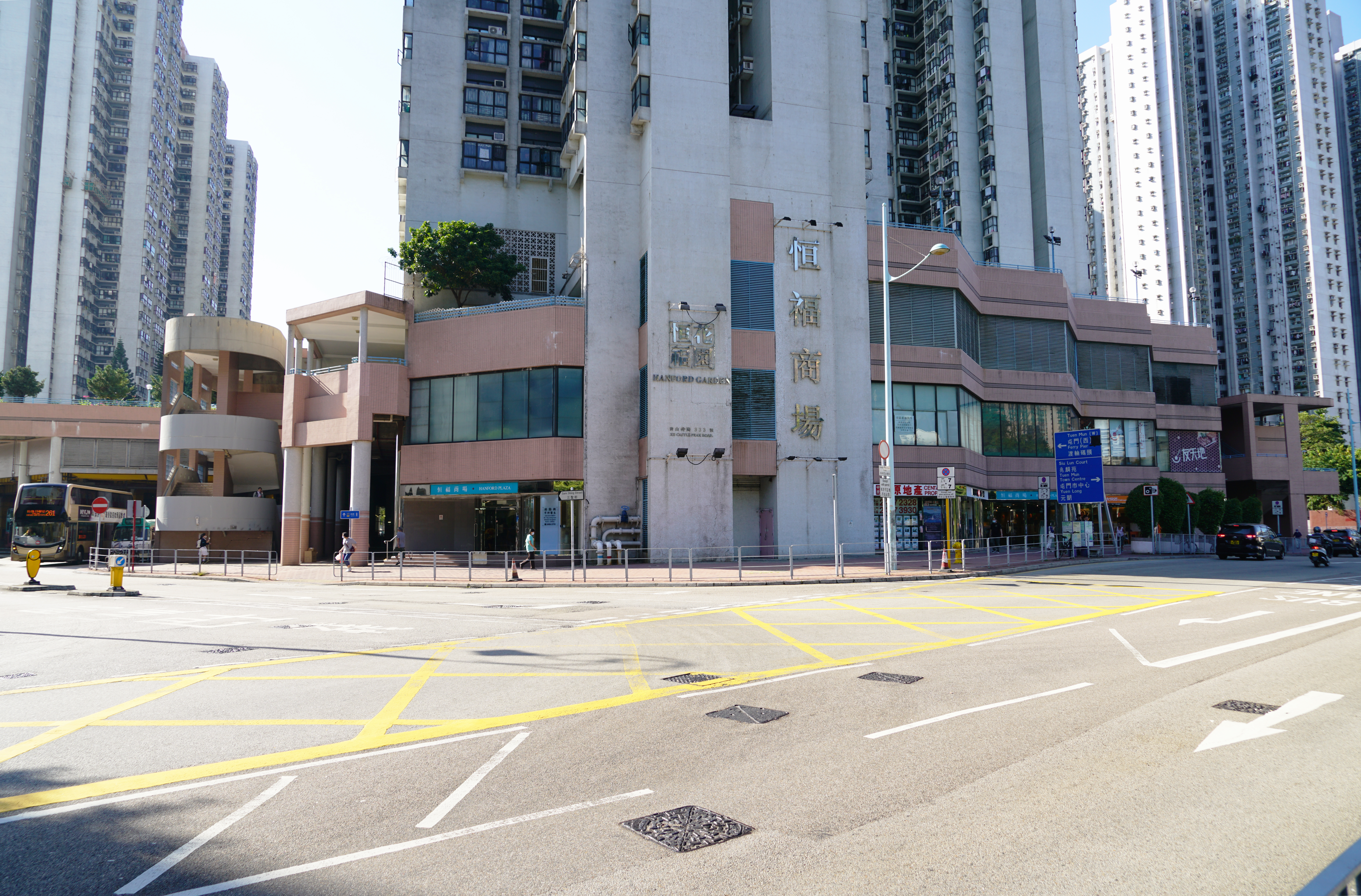
外觀及入口
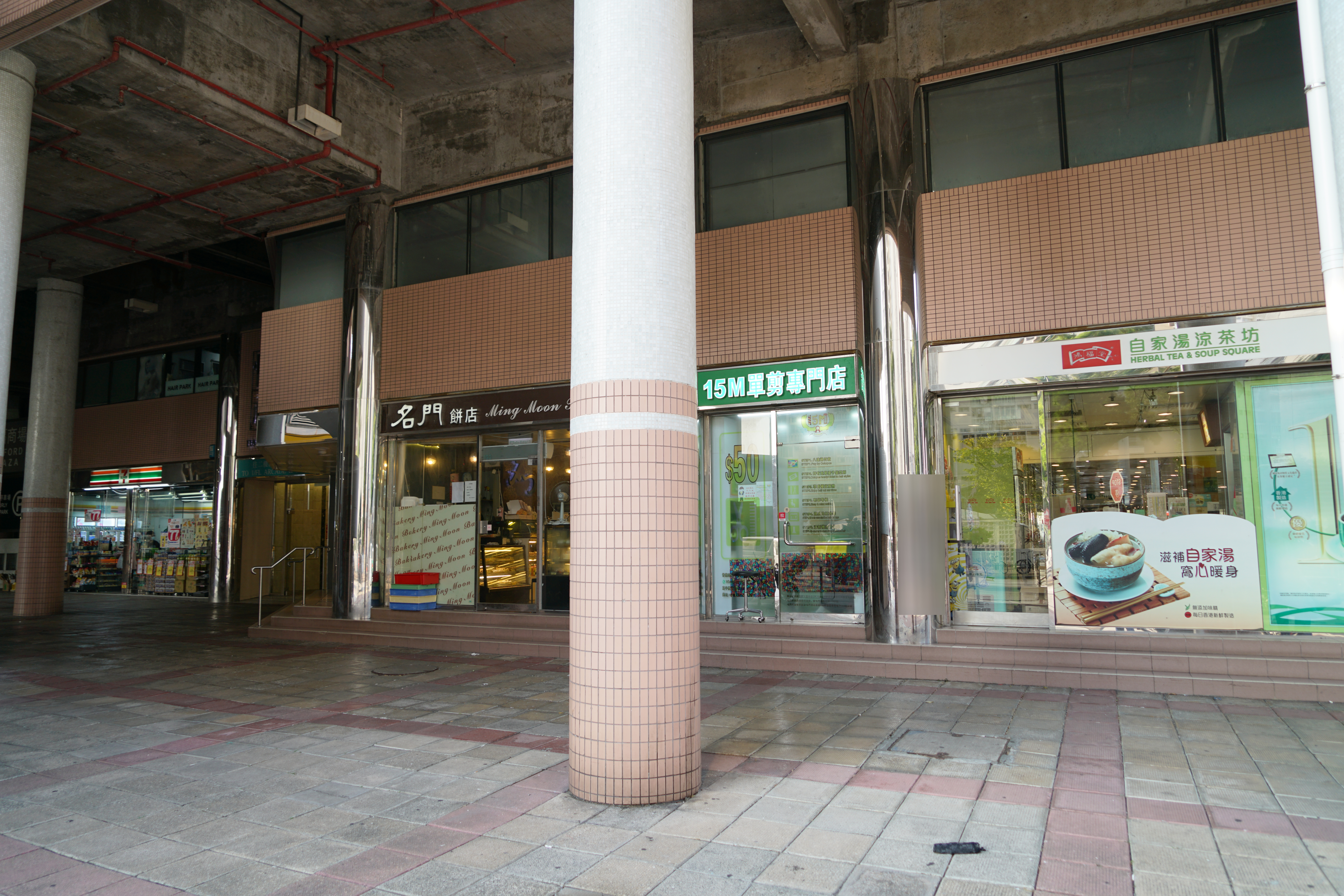
1樓外面的商店
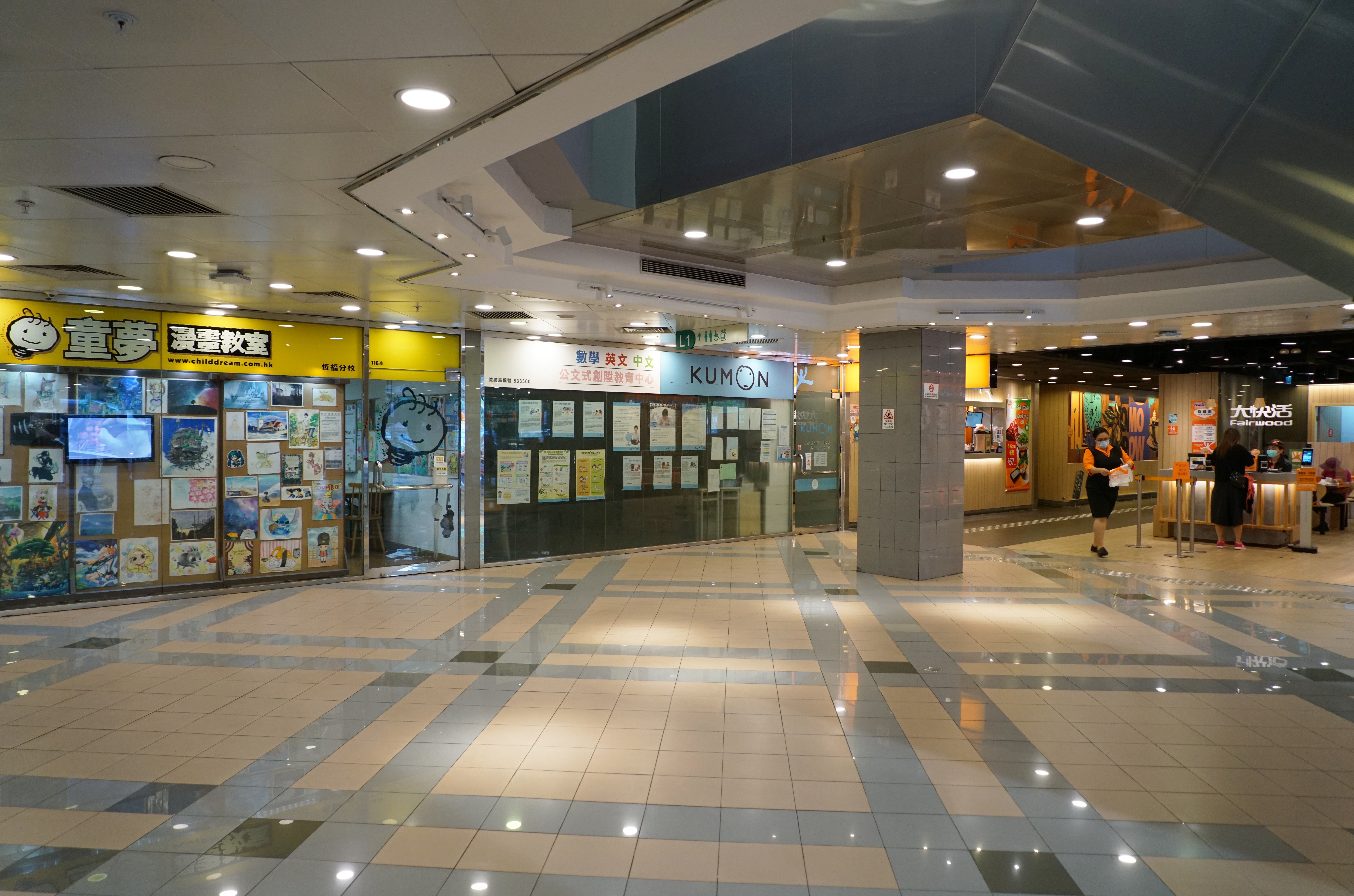
1樓北面
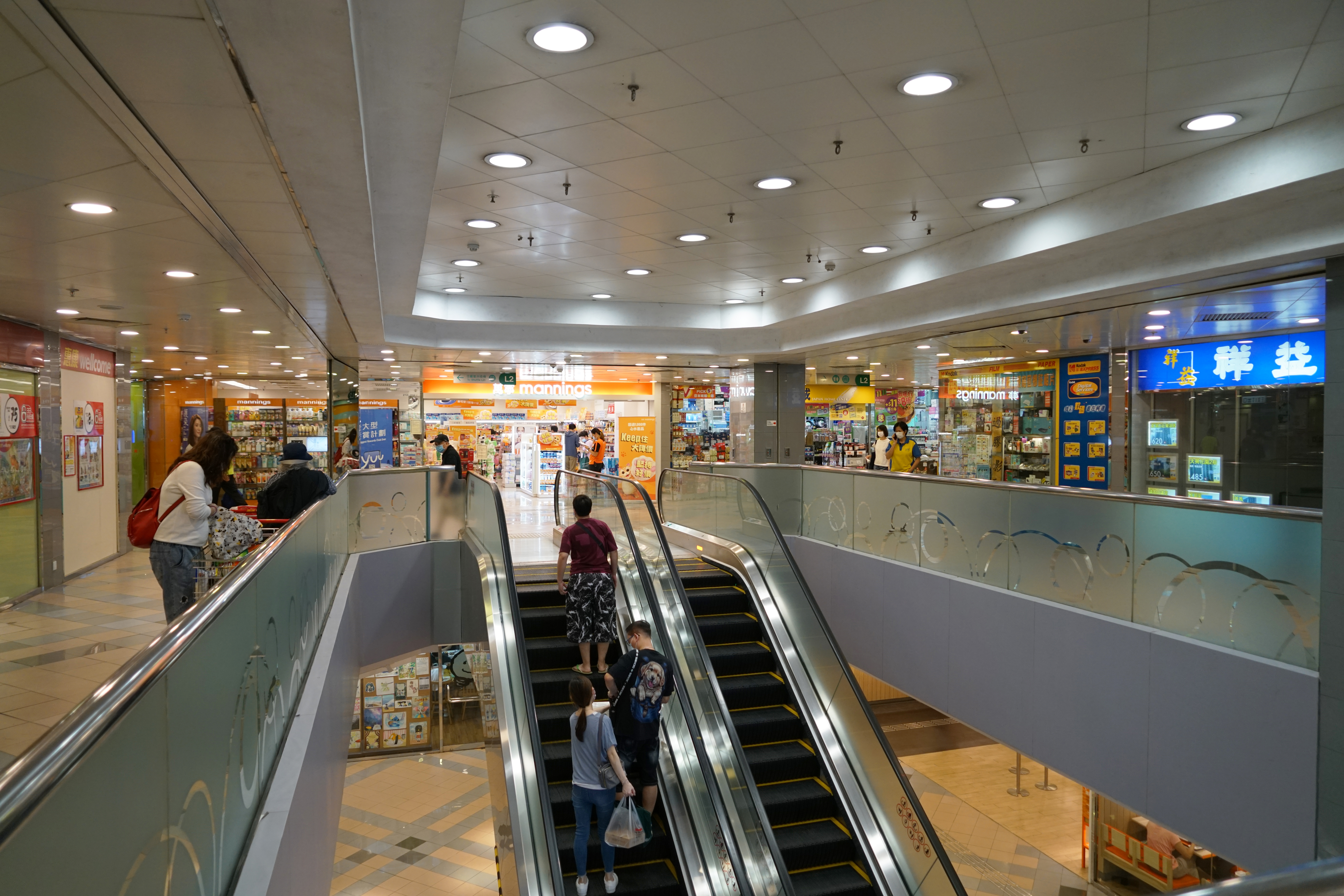
2樓東面及中庭
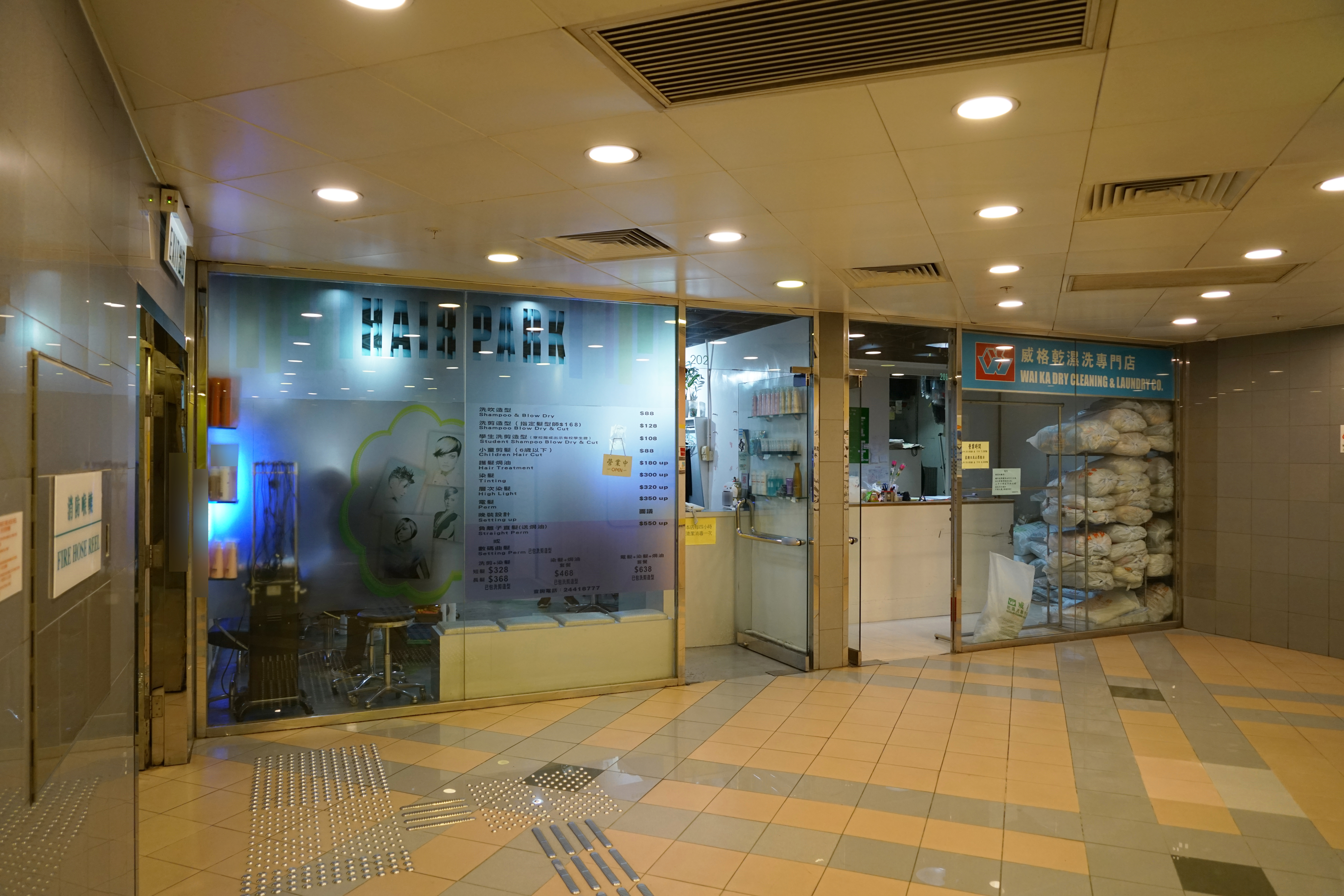
2樓西面
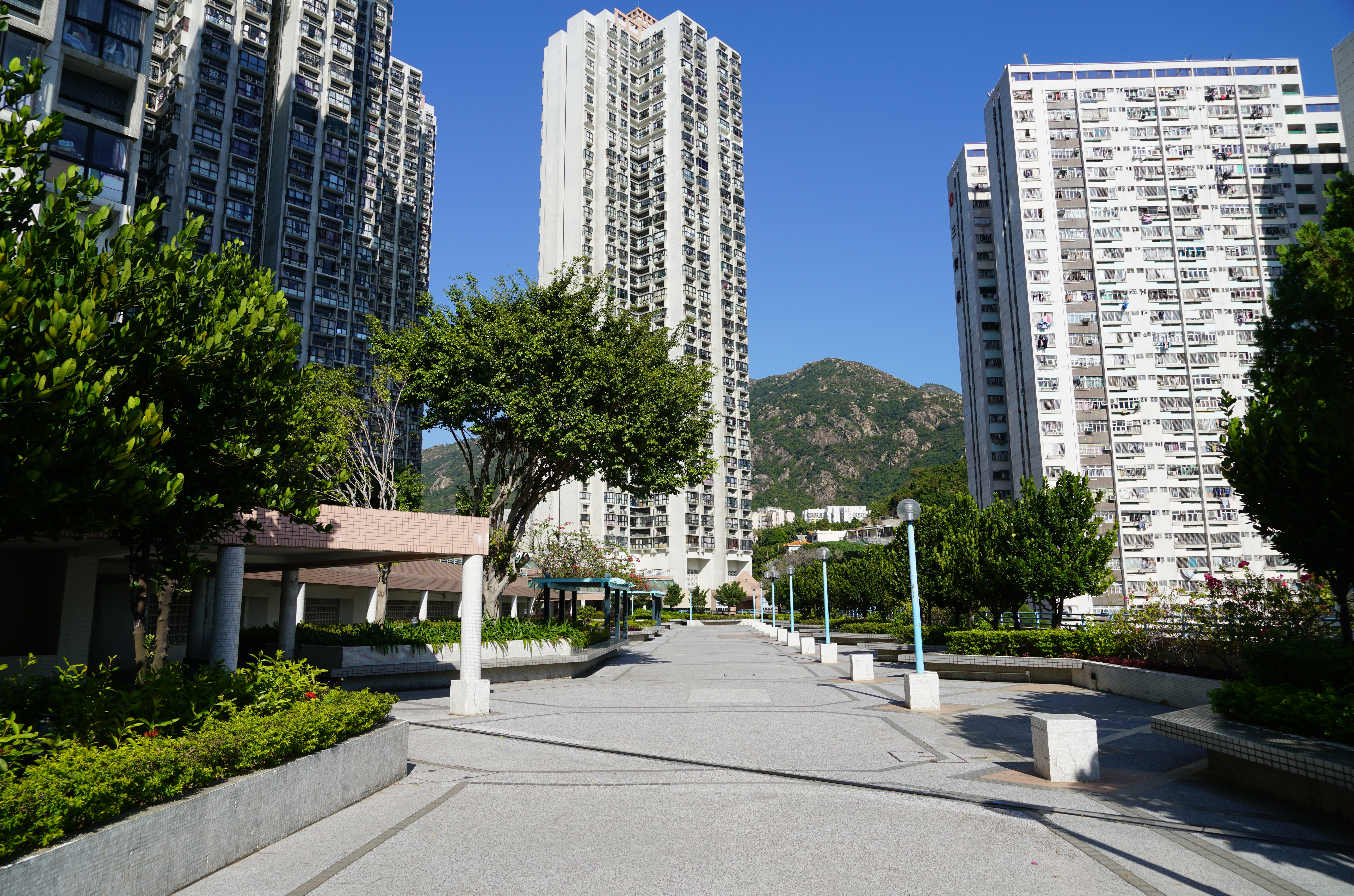
平台花園
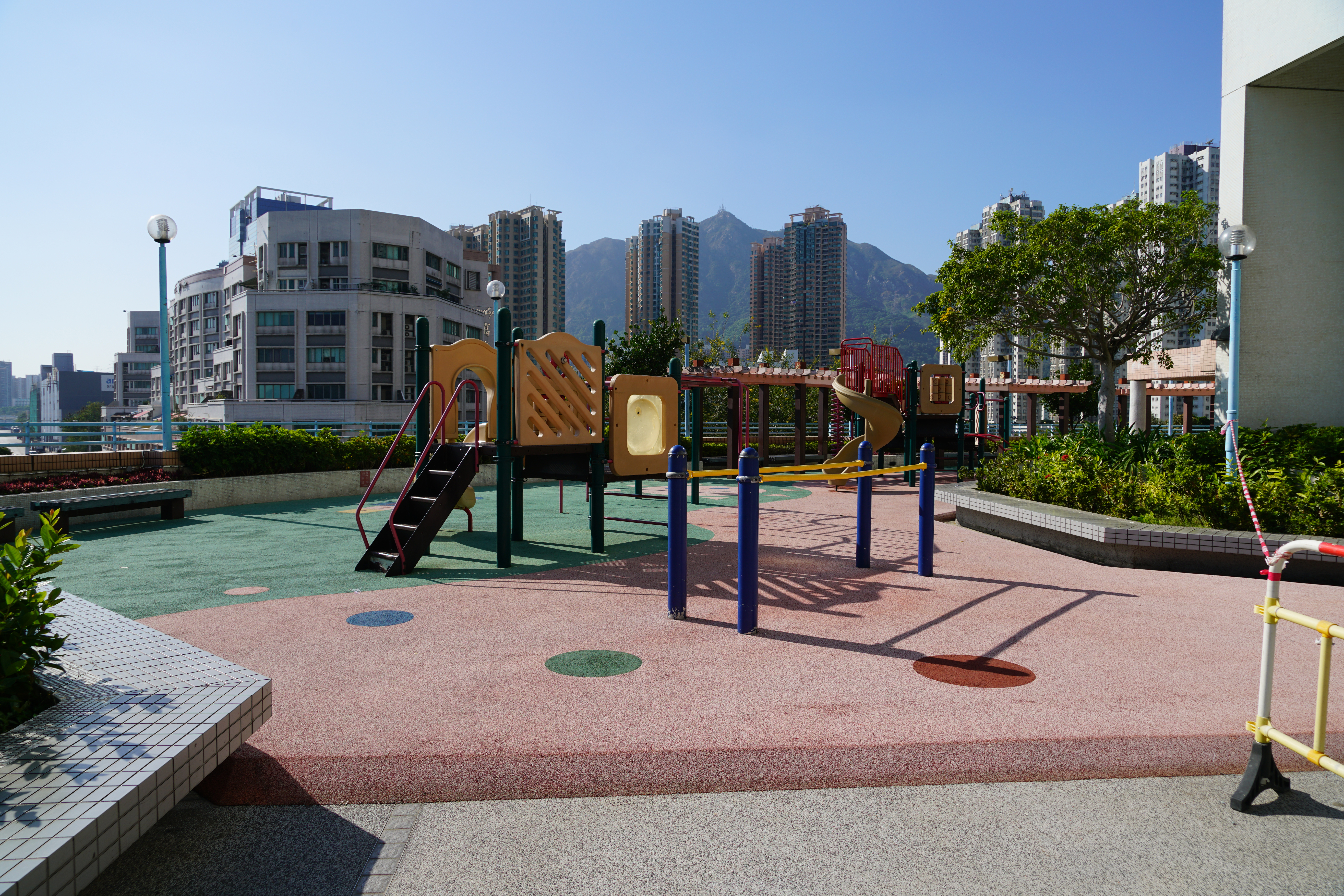
兒童遊樂場
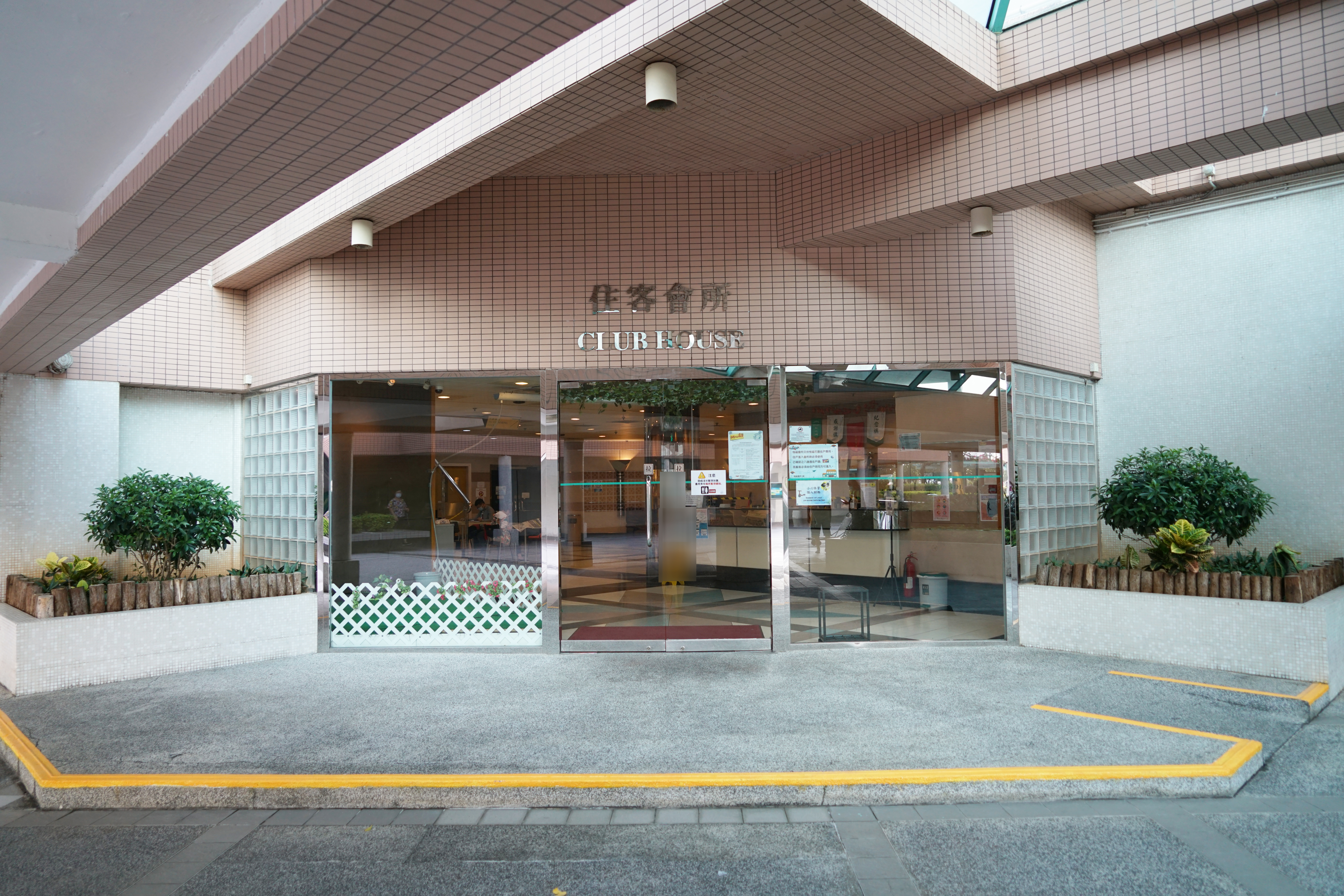
住客會所
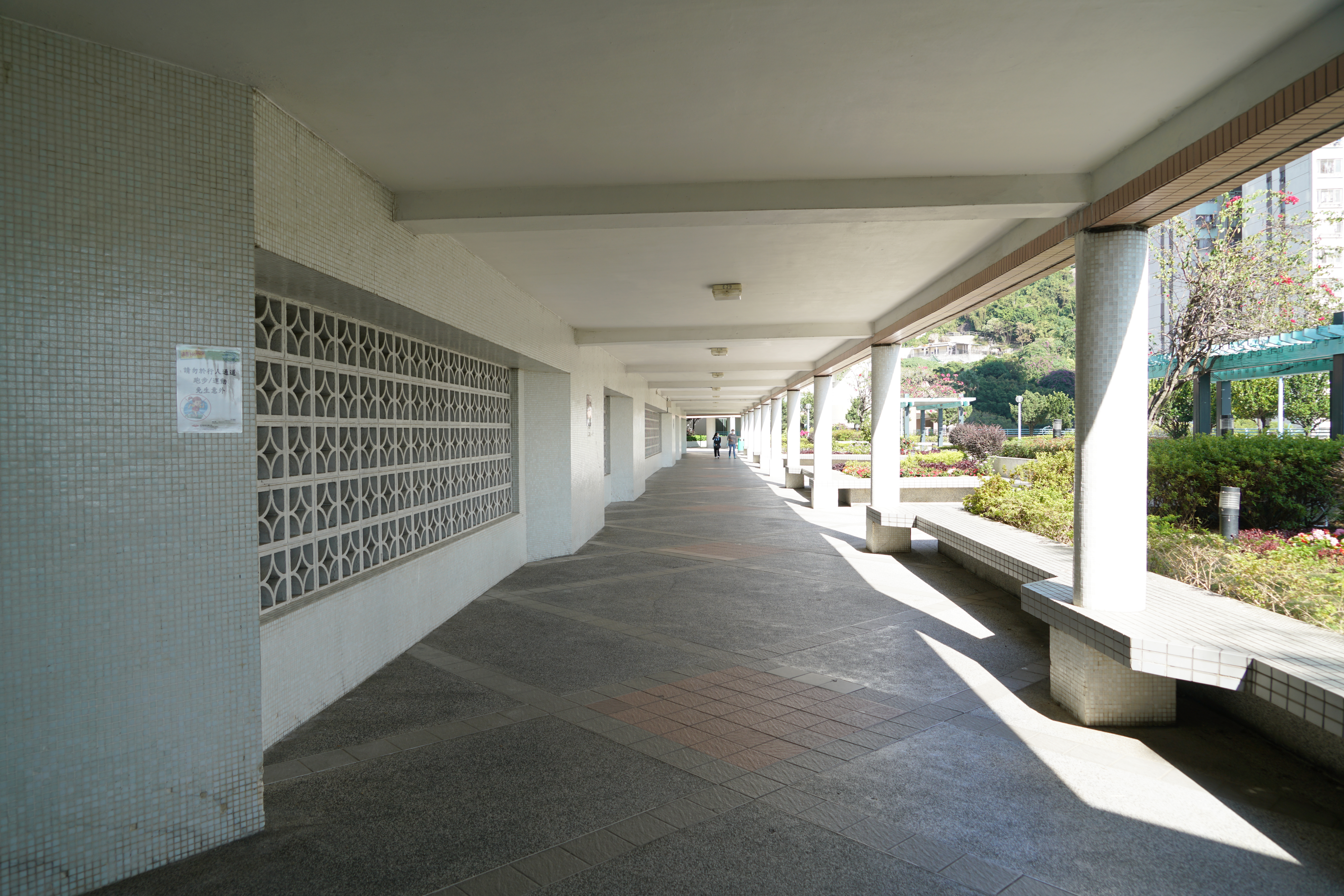
有蓋行人通道
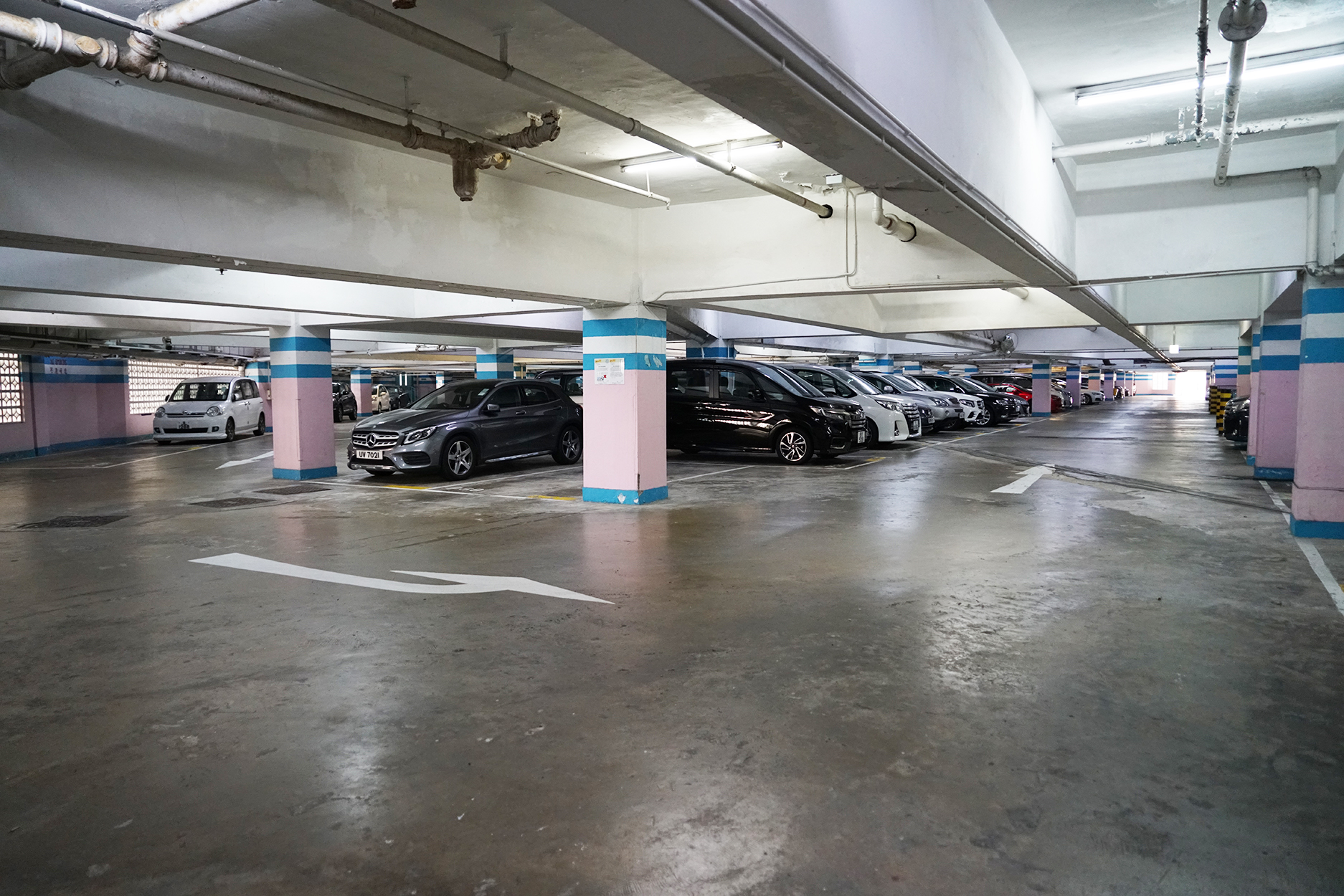
停車場

## 所屬選區
恒福花園屬於屯門區議會的恒福選區 ，由獨立民主派人士朱順雅擔任當區前任區議員。而在立法會地區直選中，則屬於新界西（LC4）選區。

### 歷屆議員
| 選區名稱 | 屆別                 | 議員   | 政治聯繫        | 政治聯繫 |
| -------- | -------------------- | ------ | --------------- | -------- |
| 翠福     | 1994年－1999年       | 陳立信 |                 | 民主黨   |
| 翠福     | 2000年－2003年       | 李桂芳 |                 | 民主黨   |
| 恒福     | 2004年－2007年       | 李桂芳 | 民主黨 → 無黨籍 |          |
| 恒福     | 2008年－2011年       | 李桂芳 |                 | 無黨籍   |
| 恒福     | 2012年－2015年       | 朱順雅 |                 | 民主黨   |
| 恒福     | 2016年－2019年       | 朱順雅 |                 | 民主黨   |
| 恒福     | 2020年－2021年7月8日 | 朱順雅 |                 | 無黨籍   |
| 恒福     | 2021年7月9日－2023年 | 待補選 | 待補選          | 待補選   |

## 資料來源
1. ↑   (PDF). 港鐵公司 (报告). 2025-04: 261  [2025-04-11]. （原始内容存档 (PDF)于2025-04-10）.
2. 1 2   (PDF). 差餉物業估價署. 2020-10  [2020-11-15]. （原始内容 (PDF)存档于2021-01-08）.
3. ↑  . 香港經濟日報. 2011-04-08  [2020-04-03].
4. ↑  . 巴士的報. 2020-02-21  [2020-04-03].
5. 1 2  . 中原數據.   [2020-11-29]. （原始内容存档于2015-08-24）.
6. ↑  . 中原數據.   [2020-11-29]. （原始内容存档于2015-08-24）.
7. ↑   (PDF).   [2020-08-26]. （原始内容 (PDF)存档于2018-01-24）.
8. ↑   (PDF).   [2020-08-26]. （原始内容 (PDF)存档于2018-11-23）.

## 外部連結
- 恒福商場 官方網頁 （页面存档备份，存于）